# 스페이스 포스
《스페이스 포스》(영어: Space Force)는 넷플릭스에서 2020년 5월 29일부터 2022년 2월 18일까지 방영한 미국의 코미디 드라마이다.

## 출연

### 주연
- 스티브 커렐
- 존 맬커비치
- 벤 슈워츠
- 다이애나 실버스
- 토니 뉴섬
- 지미 O. 양
- 돈 레이크

### 조연
- 노아 에머릭
- 앨릭스 스패로
- 제인 린치
- 디드릭 베이더
- 패트릭 워버턴
- 래리 조 캠벨
- 진저 곤자가
- 컨체타 토메이
- 팀 메도스
- 제시카 세인트클레어
- 프레드 윌러드
- 리사 쿠드로

### 특별출연
- 토미 쿡
- 케이틀린 올슨
- 저니나 거반카
- 패튼 오즈월트
- 테리 크루스
- 리처드 오양